# One Little Independent Records
One Little Independent Records és una discogràfica independent amb base a Londres que sorgí de l'antiga discogràfica punk Spiderleg Records.
El primer èxit va anar de la mà d'A.R. Kane i Flux el 1986. L'èxit continuà amb Kitchens of Distinction, the Sugarcubes, Sneaker Pimps, The Samen, Skunk Anaise, Björk, Chumbawamba i Alabama 3.
El 1990 One Little Independent creà algunes discogràfiques satèl·lit com Clean-up Records, Elemental Records, Partisan Records o Fat Cat Records
El 1997 adquireix Rough Trade Records i el 2001 Nude Records, així com els drets sobre alguns àlbums de spinART Records
La seva distribuïdora fou London Records fins al 1998, quan s'encarregà Virgin Records

## Artistes
| - 2 Bit Pie - Afterhours - Airlock - Alabama 3 (A3) - Anna Palm - Annie Anxiety Bandez - Asobi Seksu - A.R. Kane - Baz - BC Camplight - Benjamin Zephaniah - Billy MacKenzie - Björk - Black Box Recorder - Tim Bowness - Chumbawamba - Cody ChesnuTT - Compulsion - Credit to the Nation - Crispin J Glover - Daisy Chainsaw - Dan Sartain - Daniel Agust - Day One - Deadman - Emilíana Torrini - Eskimos and Egypt - Finger, The - Finitribe - Fluke - Flux of Pink Indians - The Grim Northern Social - HAM - The Heart Throbs - HK119 - Hot Snakes - Hundred & 3 - Jack Planck - Jeff Klein - Jen Gloeckner - Jesse Malin | - Jonathan Rice - Kelli Ali - Kill It Kid - Kitchens of Distinction - LEVY - Lise Westzynthius - Lori Carson - Manbreak - Matthew Ryan - Michael McDermott - Mínus - Monsta - The Mighty Roars - Nic Armstrong - No-Man - Noh - Outcast - Pernice Brothers, The - Polak - Polly Paulusma - Popinjays - Pornohotdog - QueenAdreena - Racine - Rairbirds - Rocket From The Crypt - Rose Kemp - Sandy Dillon - Senser - Shamen - Sigur Rós - Sine Star Project - Skunk Anansie - Sleeping Dogs Wake - Sneaker Pimps - Songdog - Sugarcubes - The Twilight Singers - They Might Be Giants - Underground Railroad - Without Gravity |